# فرودگاه سگلک
فرودگاه سگلک (به انگلیسی: Saglek Airport) یک فرودگاه تعطیل است . این فرودگاه در کشور پاکستان قرار دارد و در ارتفاع ۸۲ متری از سطح دریا واقع شده است.